# 得來速

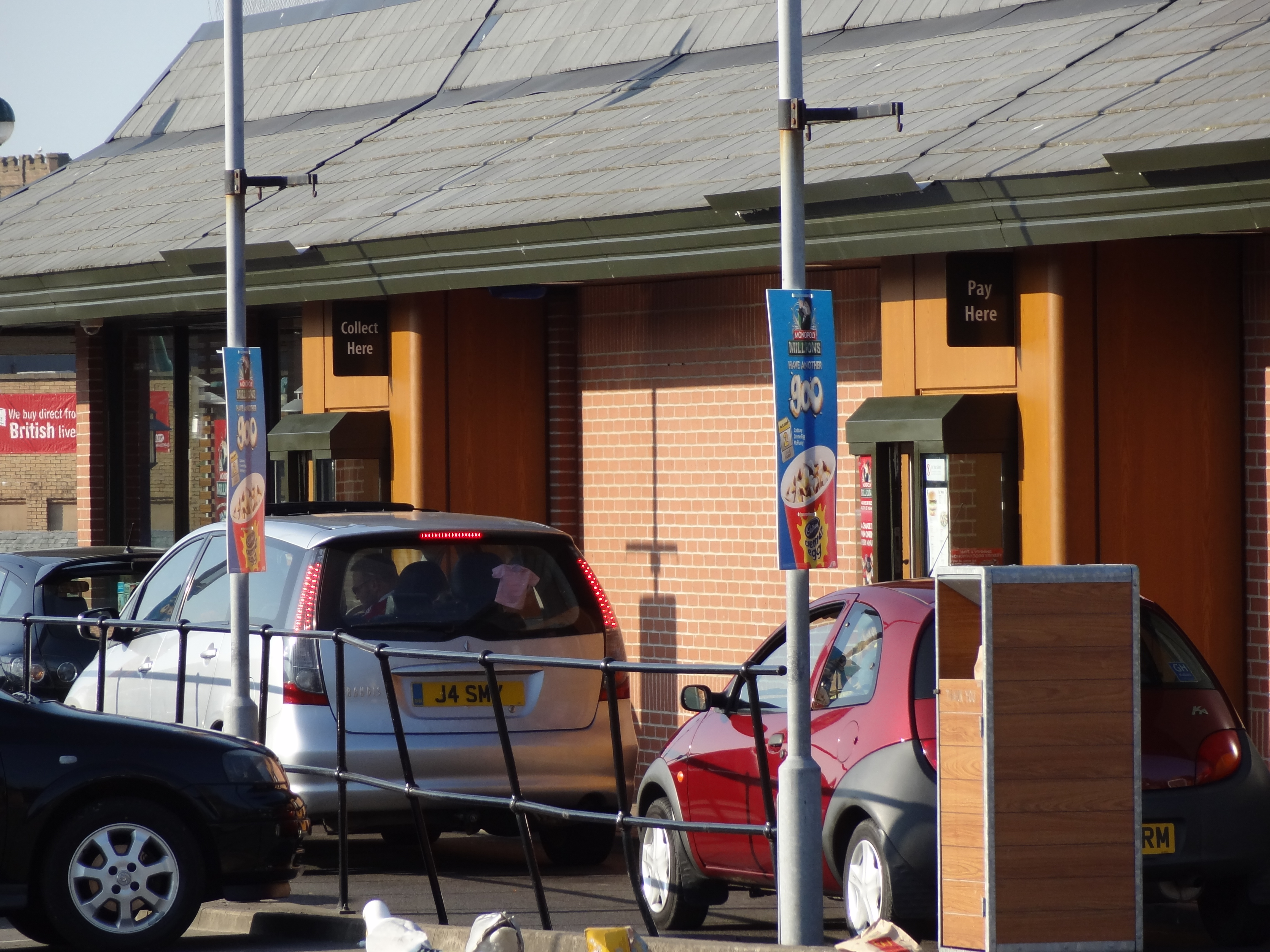
英国麦当劳的得来速窗口。

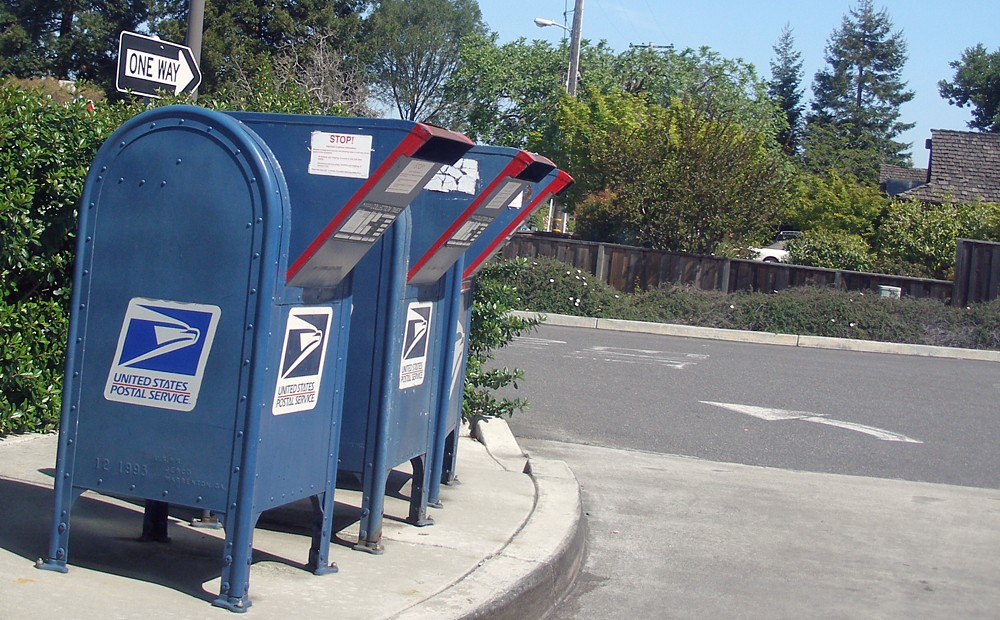
美国邮政署的得来速邮筒。

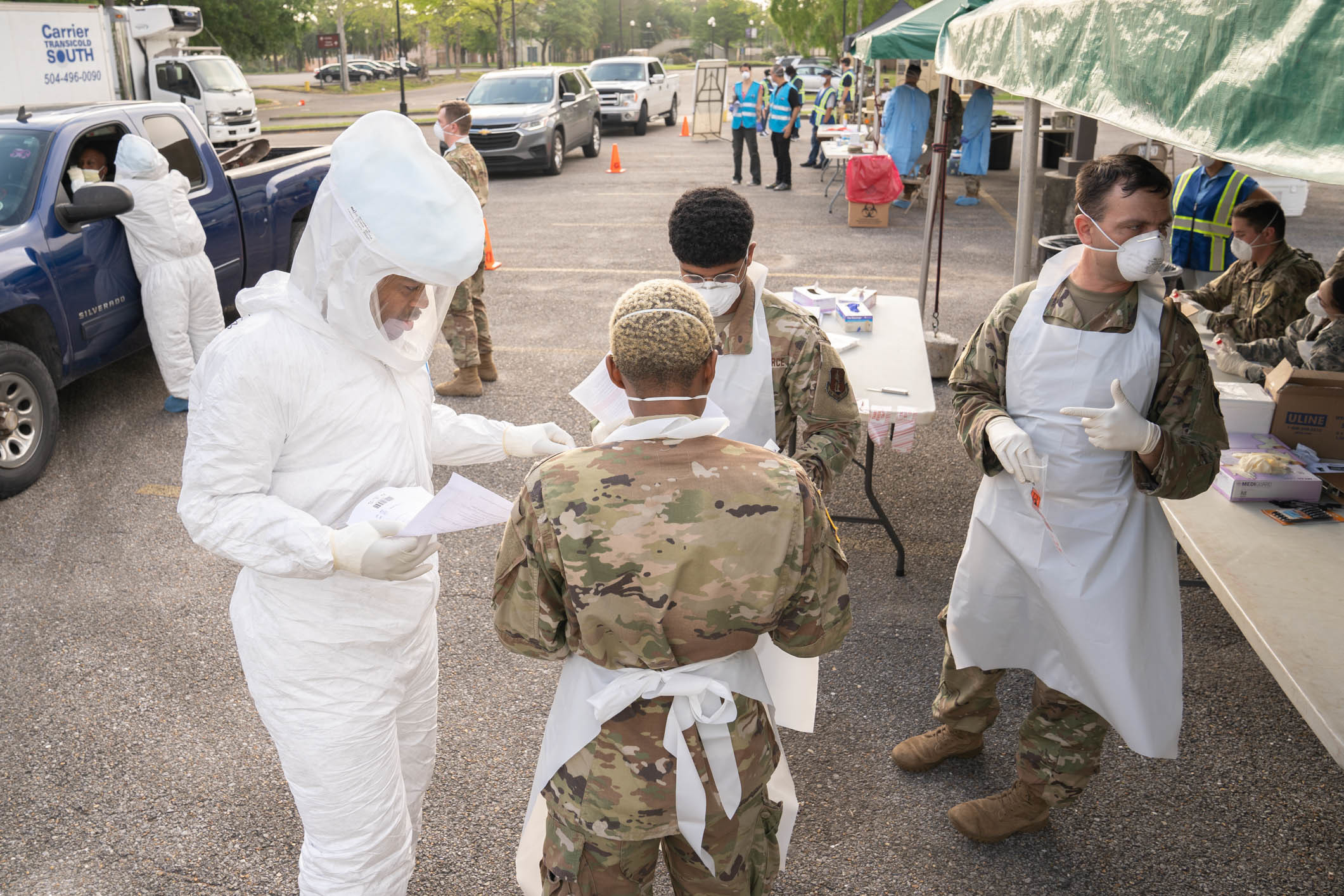
美國路易斯安那州的一處新冠肺炎得來速篩檢站

得來速（音譯自），又稱「車速取」是一種商業服務，常見於速食店。顧客將車輛駛入，但仍然留在他們的車內而無需下車，透過麥克風或藉由一扇窗戶直接面對服務人員點餐及提出服務需求，服務人員會向顧客結帳並提供商品或服務。這種形式的服務最先出現在1930年代的美國，從此後便傳遍全世界。對於駕車的顧客而言，不用花費時間尋找停車位停車及走入店內，就可快速獲得商品或服務。
在臺灣，得來速一詞首見於麥當勞，且該公司已於2006年註冊為商標。其他食業者皆有提供此服務，但改用「點餐車道」（如肯德基）、「車道型門市」（如星巴克）等中性用語。

## 例子
- 汽車旅館
- 銀行
- 藥房
- 酒類商品店
- 速食店（最典型也最為人所知的得來速服務，如麥當勞）[3]
- 咖啡店
- 結婚（主要出現在美國的拉斯維加斯，一種特別的得來速小禮堂）
- 圖書館（一些圖書館可透過網路或電話預約借書，再以得來速的方式取書、還書）
- 政府（在台灣，部份戶政事務所及地政事務所開辦得來速服務接受較簡易的文件申請）
- 檢疫（2020年新冠肺炎疫情期間，韓國等國家在國內設立大批篩檢站，受檢者開車前往，不需下車即有專人進行採檢）[4]
- 疫苗接種（美國等國家為便利民眾接種COVID-19疫苗，設立得來速方式的疫苗接種站）[5]
- 選舉（一些國家設立得來速方式的投票所便利選民投票）[6]

### 餐廳

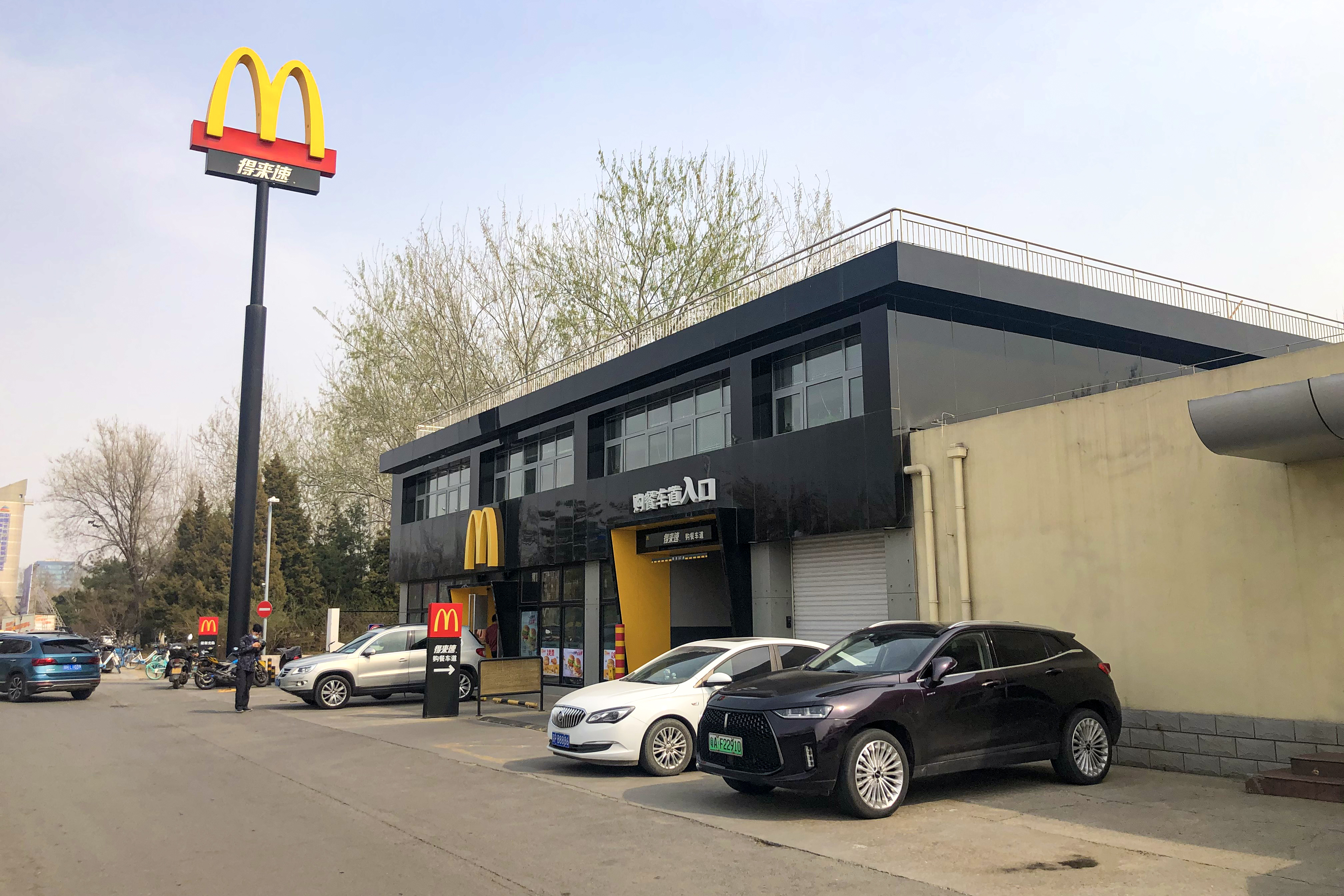
采用U字型车道的麦当劳得来速餐厅

得來速餐廳通常由下列元素組成:
- 標示菜單的招牌
- 便於顧客點餐的揚聲器及麥克風
- 便於服務員聽取顧客點餐的揚聲器及麥克風（或無線耳機）
- 便於服務員與顧客結帳和取餐的窗戶
- 供車輛通行的車道，常見直線型或U字型。
- 一部份得來速餐廳會有供顧客等待餐點的臨時停車位，以避免車道阻塞。

每家餐廳的得來速設計都會不同；然而，大部分的得來速都可以一次容納四到六人座汽車或卡車。
有許多業者都聲稱自己是第一個設計得來速概念的人。如在1947年密蘇里州的春田市設立的萊德巨人漢堡，及在1948年加州設立的In-N-Out漢堡。

### 銀行
1946年首見最初形式的得來速銀行，第一個提供得來速服務的銀行是芝加哥外匯銀行（總裁喬治·D·薩克斯）。Westminster銀行，受這個概念的影響，於1959年於利物浦成立了英國第一個得來速銀行。隨後阿爾斯特銀行於1961年在愛爾蘭Finaghy成立得來速銀行。然而，交通的擁塞及自動櫃員機、電話、網路銀行的增加，得來速銀行面臨垂落的情況。

## 運作方式
以餐廳為例，通常得來速的運作有下列步驟：
1. 顧客把車開到點餐區。一種稱為循環回路偵測器的裝置感應到車子，然後傳送訊號到顧客服務鈴，告知店員有車子開入。
2. 店員招呼客人。當顧客完成點餐，店員會覆頌餐點或請顧客看看顯示器上的點餐項目。當餐點正確無誤，店員會告知顧客點餐費用，接著告知顧客在下個窗口取餐。
3. 當顧客把車開離後，循環回路偵測器感應到車子正在移動，會發出一個訊號把揚聲器關閉。
4. 在取餐區，店員為顧客結帳，透過窗口遞送顧客的餐點。（有些得來速服務是只有單一窗口的，也就是說為顧客點餐、結帳、取餐皆在同一窗口）
5. 顧客把車子開離。

在2005年，基於專一服務出錯率低的理論，一個大型的連鎖速食餐廳宣佈計畫得來速服務在中央的位置。

### 計時
為了迅速服務的需求。大部分的大型連鎖速食業者會在得來速裝置一個計時器，便於餐廳記錄服務時間。
服務計時的記錄可以幫助餐廳記錄顧客在何時點餐，服務中哪裡發生瓶頸，以及如何增加產量及收入。快速的得來速服務常常需要更高品質的服務員訓練及產品的專一性。
大部分的速食店保證顧客在一定時間內可以得到餐點，違反了即可得到折扣。

## 記錄
2005年，澳洲的麥當勞西維那姆分店贏得服務最快獎。麥當勞股份有限公司的執行長查理·貝爾在一年一度的華盛頓麥當勞頒獎典禮上致贈一個匾額。記錄是四十一輛車只花了十五分鐘。
澳洲北昆士蘭的北馬偕麥當勞分店幾乎刷平這個記錄，十五分鐘四十輛車。然而，澳洲近二分之一的麥當勞都有兩個得來速的車道。
2009年2月初，台灣中壢民族中心創下單小時146台車的記錄。

## 步行或騎單車
餐廳內的服務關閉後，走路的人有時候會試圖用步行的方式來使用得來速服務。基於安全，通常都會禮貌性的回絕此類型顧客的要求，騎腳踏車的人也是。
以上的情況可能因為不同區域有不同的狀況。例如在台灣，得來速通常也接受騎腳踏車或摩托車的顧客點餐；而在澳洲和英國的某些得來速窗口會在主餐廳關閉的情況下酌情接受行人或騎車人士的點餐。

## 其他領域

### F1
車手因犯規而被判Drive through（通过维修站）或者Stop and Go（進站并停10秒）的處罰时，因模樣極為相似，需驾驶赛车驶过维修站，也會被主播戲稱為得來速。

### motoGP
motoGP的賽道會多留一段分支路，當車手因犯規被判必須騎進那段路時，看起來就像是騎進速食店的得來速通道中。

## 另見
- 外送、外賣
- 外帶